# Paul de Margerie
Paul de Margerie, né à Vonda en Saskatchewan en 1931 et décédé en 1968 à Ottawa, est un compositeur, pianiste et chef d’orchestre d’origine fransaskoise ayant œuvré principalement au Québec.

## Biographie
Né le 15 septembre 1931 à Vonda, en Saskatchewan, Paul est le 3e garçon d’une famille de 9 enfants. Son père, Antonio de Margerie, était un ardent défenseur de la langue française en Saskatchewan et un fervent catholique,. Ce dernier est président de l’Association catholique franco-canadienne de la Saskatchewan et entretien notamment une correspondance avec le prêtre, historien et pionnier du cinéma québécois Albert Tessier.
Paul de Margerie apprend le piano dès l’âge de 8 ans. Entre 1945 et 1949, Paul de Margerie est formé à Saskatoon par Lyell Gustin (en), professeur ayant aussi contribué à la formation du chef d’orchestre Neil Chotem. De Margerie travaillera notamment avec Chotem pour les disques Appellation contrôlée et 3-12. En plus de l’apprentissage du piano pour l’obtention de son grade d’Associé du Conservatoire royal de musique de Toronto, il donnera des concerts et participera à des émissions de radio dans l’Ouest canadien.
En 1952, il arrive au Québec et étudie à l’Université Laval. En 1955, alors qu’il n’a que 24 ans, il devient directeur de la chorale et du Chœur de l’Université Laval, poste qu’il occupe jusqu’en 1958. En plus de la chorale, Paul de Margerie travaillera avec Gilles Vigneault à la retranscription des textes de contes et de chansons dans le cadre du programme de folklore créé par Luc Lacoursière et Félix-Antoine Savard.
En 1958, Paul déménage à Montréal où il commence à être présent sur le petit écran. On le voit entre autres à l'émission Au p'tit café réalisé par Jean Bissonnette et animé par Dominique Michel, Normand Hudon et Pierre Thériault. Il participe également aux émissions Chez Clémence et Good evening Mr. Sainclair.
En 1960, il accompagne un regroupement d'auteurs-compositeurs-interprètes, Les Bozos, lors d’une croisière sur le bateau Homéric puis dans le cadre de l'émission estivale du même nom. Cette collaboration permet à de Margerie d’orchestrer les disques de nombreux artistes (Clémence Desrochers, Raymond Lévesque, Jean-Pierre Ferland, Jacques Blanchet, Raoul Roy) puisqu'il sera aussi arrangeur pour la maison de disque Select.  Il travaille également avec des artistes moins connus aujourd’hui dont la Famille Brassard, Yohadio (Adrienne Roy Villandré) les Messagères de Joie ou le Ménestrel du Bon Dieu. Son talent traverse les frontières puisqu'en 1962 Charles Trenet et Michel Le Grand font appel à ses services lors de leur tournée au Québec. Catherine Sauvage, Nicole Croisille, Christine Legrand et les The Swingle Singers travaillent aussi avec lui.
En plus des tournées, des concerts dans les boites à chansons et des émissions de télévision Paul de Margerie participe à de nombreuses émissions de radio dont les plus connues sont probablement Le Club des Jnobs (Jeunesse oblige) et Place aux femmes, animée par Lise Payette.
Il est aussi jazzman comme le prouve sa présence lors du Festival de Montréal en 1961 avec son quintette. Le quintette Paul de Margerie  est formé d'Yvan Landry, Tony Romandini (en), Roland Desjardins et Guy Lachapelle. Nick Ayoub et Marcel Lévèque s'ajouteront à ce groupe pour faire le Paul de Margerie septet. C'est avec ces musiciens qu'il enregistrera le disque Calendar date (Paul de Margerie vol.1).
Lors de l’Exposition universelle de 1967, il dirige plusieurs concerts ainsi que la fanfare de l'Expo. Il participe également au grand spectacle La nuit de Montréal et est chef d'orchestre au côté de Wilfrid Pelletier.
Le 12 avril 1968, Paul de Margerie se suicide dans un motel d’Ottawa. L’annonce de sa mort crée l’émoi dans la colonie artistique du Québec.